# Silvino Lopes Évora
Silvino Lopes Évora és escriptor, poeta, periodista i professor universitari capverdià.

## Biografia
Va néixer al poble de Chão Bom al sud de Tarrafal, va assistir a l'escola primària i al cicle preparatori. Va obtenir educació secundària al Liceu de Santa Catarina a Assomada. Més tard, va anar a la ciutat de Praia després d'acabar el seu dotzè any d'escola. Va acabar amb llicència d'estudis.
Silvino Lopes Évora va tornar a Tarrafal, on va ensenyar portuguès a l'Escola Secundària de Tarrafal durant dos anys consecutius. Va prendre el "llarg camí", que va marcar l'existència de Cap Verd, banyat en l'esperit del mar a Tarrafal i es va moure a la diàspora, primer a Coïmbra, després Lisboa, Braga, Lisboa novament i Santiago de Compostel·la.

## Carrera acadèmica
- 1999-2004: Llicenciatura en Periodisme, Facultat de Lletres, Universitat de Coimbra
- 2003-04: Postgrau en Periodisme Jurídic, Facultat de Dret, Universitat Catòlica Portuguesa
- 2004-06: Màster en Ciències de la Comunicació - Especialització en Informació i Periodisme, Institut de Ciències Socials, Universidade do Minho
- 2006-10: Doctorat en Ciències de la Comunicació - Especialitat en Sociologia de la Informació i la Comunicació, Institut de Ciències Socials, Universitat del Minho

Amb un doctorat europeu, passa un semestre de recerca a la Universitat de Santiago de Compostel·la. El 2016, esdevé professor i coordinador del curs de periodisme a la Universitat de Cap Verd.

## Premis i nominacions
- Grande Prémio Cidade Velha, 2010, Ministeri de Cultura, Praia, Cap Verd[5]
- Premi Orlando Pantera - Joves Talents, 2010, Ministeri de Cultura, Praia, Cap Verd
- Prémio Ministério da Poesia 2009, WAF Editora, Porto, Portugal;
- Concurso a Incentivos para Apoios de Obras em Comunicação Social; Gabinete para os Meios de Comunicação Social, Govern de Portugal.